# Rie Kaneto
Rie Kaneto, född 8 september 1988, är en japansk simmare.
Kaneto tävlade för Japan vid olympiska sommarspelen 2008 i Peking, där hon slutade på sjunde plats i finalen på 200 meter bröstsim. Vid olympiska sommarspelen 2016 i Rio de Janeiro tog Kaneto guld på 200 meter bröstsim.